# Moulidars
Moulidars – miejscowość i gmina we Francji, w regionie Nowa Akwitania, w departamencie Charente.
Według danych na rok 1990 gminę zamieszkiwały 543 osoby, a gęstość zaludnienia wynosiła 32osoby/km² (wśród 1467 gmin regionu Poitou-Charentes, Moulidars plasuje się na 525. miejscu pod względem liczby ludności, natomiast pod względem powierzchni na miejscu 496.).